# Klaus Ploghaus
Klaus Dieter Ploghaus (* 31. Januar 1956 in Gelnhausen; † 11. Januar 2022 in Hambühren) war ein deutscher Leichtathlet, der – für die Bundesrepublik startend – in den 1970er und 1980er Jahren zu den weltbesten Hammerwerfern gehörte. Sein größter sportlicher Erfolg war die Bronzemedaille bei den Olympischen Spielen 1984 in Los Angeles.

## Karriere
Klaus Ploghaus gehörte von 1974 bis 1983 dem ASC Darmstadt an. 1975 gewann er mit Bronze seine erste Medaille bei den Deutschen Meisterschaften. Seine ersten beiden internationalen Goldmedaillen konnte Ploghaus bei der Universiade 1979 und 1981 gewinnen. Aufgrund des Olympiaboykotts 1980 konnte er nicht an den Spielen in Moskau starten. 1982 gewann Ploghaus seinen einzigen Deutschen Meistertitel und ein Jahr später wurde er Sechster bei den Weltmeisterschaften. 
Ploghaus wechselte zur LG Bayer Leverkusen und konnte sich für die Olympischen Spiele 1984 in Los Angeles qualifizieren. Dort gewann er die Bronzemedaille im Hammerwurf-Wettkampf. Nach einem 9. Platz bei den Europameisterschaften 1986 versuchte Ploghaus sich erneut für die  Olympischen Spiele 1988 in Seoul zu qualifizieren. Jedoch wurde er aufgrund eines fragwürdigen Qualifikationsmodus nicht nominiert. Daraufhin strichen die Verantwortlichen des Klubs die komplette Vereinsförderung, weshalb Ploghaus zum USC Mainz wechselte. Nach einer Knorpeloperation konnte er zwar nochmals eine Weite von 73,86 Meter werfen, jedoch beendete er kurz darauf seine Karriere. 
Während seiner Karriere gewann Ploghaus auf nationaler Ebene einen deutschen Meistertitel sowie 6 Silber- und 4 Bronzemedaillen. 

## Erfolge im Einzelnen
- 1978 Europameisterschaften: Platz 12 (69,30 m)
- 1982 Europameisterschaften: Platz 8 (74,52 m)
- 1983 Weltmeisterschaften: Platz 6 (76,96 m)
- 1984 Olympische Spiele: Platz 3 (75,48 – 75,96 – 72,16 – 75,18 – ungültig – 76,68 m)
- 1986 Europameisterschaften: Platz 9 (75,36 m)